# Obel (Gash)
Der Obel (oder Ubel) ist ein Fluss in der Region Debub in Eritrea.

## Verlauf
Er hat seine Quellen in der Hazemo-Ebene und südlich von Mendefera. Der Obel fließt in westliche Richtung und mündet an der Grenze zu Äthiopien in den Mareb (Gash).